# 相掛かり
| 9  | 8  | 7  | 6  | 5  | 4  | 3  | 2  | 1  |    |
| 香 | 桂 |    | 金 |    |    | 銀 | 桂 | 香 | 一 |
|    | 飛 | 銀 |    | 王 |    | 金 | 角 |    | 二 |
| 歩 |    | 歩 | 歩 | 歩 | 歩 | 歩 | 歩 | 歩 | 三 |
|    |    |    |    |    |    |    |    |    | 四 |
|    | 歩 |    |    |    |    |    | 歩 |    | 五 |
|    |    |    |    |    |    |    |    |    | 六 |
| 歩 | 歩 | 歩 | 歩 | 歩 | 歩 | 歩 |    | 歩 | 七 |
|    | 角 | 金 |    | 玉 |    | 銀 | 飛 |    | 八 |
| 香 | 桂 | 銀 |    |    | 金 |    | 桂 | 香 | 九 |

相掛かり（あいがかり、英: Double Wing Attack）は、将棋の戦法・戦型の一つ。相居飛車でお互いに飛車先の歩兵を進めていく（掛かる）ことを特徴とする。旧来の表記は「相懸」もしくは「相懸かり」。
相懸戦法とは相居飛車戦系統に属し、江戸時代から存在する戦型である。江戸時代の末期に開発され、終戦直前まで約百年間、一世紀にわたって大流行した。

## 戦法の概要
一般的には角換わりよりも激しく、横歩取りよりも穏やかな戦法とされる。
当初は相居飛車で角道を止めて駒組みを進める矢倉と対比して、角道を止めずに駒組みを進める戦型を全て相掛かりと呼んでいた。その後、角交換をしてから駒組に移る戦型（角換わり）や、互いに角道を開けた後に飛車先交換から横歩を取る戦型（横歩取り）が相掛かりとは独立した戦法と見なされるようになり、現在ではこれらを除くものが相掛かりと呼ばれている。
江戸時代から存在していた定跡は、角道を開けた後で飛車先の歩を伸ばしていき、歩交換をして横歩を取らずにそのまま飛車を引くものであったが、平成に入ってからはお互いに角道を開けないままで飛車先の歩を伸ばしていき、飛車先の歩を交換したあとで飛車を引くものが主流となった。しかし2010年台後半になると、飛車先の歩を即座には交換せずにタイミングを計る指し方が増えるようになっている。
飛車を引く位置は従来は▲2六飛と▲2八飛の2種類が一般的であったが、近年では▲2五飛型の相掛かりも公式戦においても見られるようになった。ここから飛車を左翼に展開するひねり飛車（▲2六飛型の場合）や、右銀を活用しての棒銀、もしくは腰掛け銀などのさまざまな変化があり、先手、後手ともに手が広く構想力が問われる。互いの持ち歩を生かした急戦から、囲い合う持久戦まで多様である。
江戸時代から指されている相掛かりは定跡が整備されておらず、激しい戦いになりやすい戦型として知られてきたが、AlphaZeroが自己学習の結果相掛かりを採用するなど、2010年代後半のコンピュータ将棋の発展に伴い相掛かりの定跡には長足の進歩が見られ、2021年度のタイトル戦においては最も多くの対局で採用されるに至るなど、相居飛車の戦術として高い存在感を示している。

## 手順
出だしは▲2六歩△8四歩▲2五歩△8五歩と飛車先の歩を伸ばし合い、▲7八金△3二金とお互いに角頭を守ってから（角頭を守らずに▲2四歩（△8六歩）と先攻すると不利を招く、5手爆弾を参照）、互いに陣形を整備しつつ機を見て▲2四歩△同歩▲同飛と飛車先の一歩を交換するのが一連の運びである。
従来は互いに金を上がった後即座に飛車先交換を行い、△2三歩に対し飛車の引き場所を2六か2八かのいずれかに選ぶ事が多かったが、交換はもう少し後回しにして様子をみるのが2020年代からの主流となる。ひとつには、2010年台後半の将棋ソフト技術の発展に伴い、後手の△2三歩に対して飛車の引き場所を早めに決めさせられるのは不満と見られるようになった。
相掛かり後手の指し方は、これまで九割が△6四歩－6三銀型を指向していた。残り一割が△7四歩などである。この7四歩は2010年代後半から多く指されるようになるが、これは先手が▲3六歩から3七桂や3七銀を指向するのに合わせ、同型にするねらいがあるのと同時に、先後が入れ代わるのを狙っている。例えば2018年7月の順位戦C級2組脇謙二vs遠山雄亮戦で、△3四歩に先手が▲2四歩としたので△同歩▲同飛に△7三桂▲3六歩となってから後手が△8六歩▲同歩△同飛とし、▲3七桂となってみると、先手が再度飛車先を2四歩としているので、見事に先後が逆に入れ代わっている。

| 9  | 8  | 7  | 6  | 5  | 4  | 3  | 2  | 1  |    |
| 香 | 桂 |    | 金 |    |    | 銀 | 桂 | 香 | 一 |
|    | 飛 | 銀 |    |    | 王 | 金 | 角 |    | 二 |
| 歩 |    |    | 歩 | 歩 | 歩 |    | 歩 |    | 三 |
|    |    | 歩 |    |    |    | 歩 |    | 歩 | 四 |
|    | 歩 |    |    |    |    |    |    |    | 五 |
|    |    | 歩 |    |    |    |    | 飛 | 歩 | 六 |
| 歩 | 歩 |    | 歩 | 歩 | 歩 | 歩 |    |    | 七 |
|    | 角 | 金 | 玉 |    |    | 銀 |    |    | 八 |
| 香 | 桂 | 銀 |    |    | 金 |    | 桂 | 香 | 九 |

このように、飛車先交換三つの得と言われた｢飛車先交換」について、先手は早くに飛車先交換しても、後に再度飛車先を2四歩とすることになると手損を招く。このため、▲3八銀や5八玉、6八玉を先にしてから様子をみる手が多くなっている。
2015（平成27年）度以前は、実に九割以上の対局で先手は7手目に▲2四歩以下の歩交換を選んでいる。それが2016年度は▲3八銀と▲2四歩がほぼ同数になり、2017年度には▲3八銀が七割以上に、2018年（平成30年）度に入ってからは実に八割以上となる。
また後手の5段目への駒の進出を妨げる意味合いで▲2五飛と引く形も見られるようになった。
初手▲2六歩に対し△3四歩と突いた場合は、横歩取りや振り飛車などの将棋を後手は指向しており、相掛かりにはならない可能性がある。ただし横歩取り模様から先手が横歩を取らずに飛車を引く変化はあるので、後手の狙いを避けることは可能である。先手が3手目で▲7六歩とした場合に、△4四歩であれば振り飛車や無理矢理矢倉、△3二金であれば角換わり他に、△8八角成ならば後手一手損角換わりや角交換振り飛車等に合流することも予想される。

### ▲2六飛型（浮き飛車）
浮き飛車は飛車の横利きによって後手の歩交換を阻む事が可能。以下▲3六歩 - ▲3七銀として右銀を繰り出す中原流相掛かり、▲3六歩 - ▲3七桂から速攻をかける▲3七桂戦法、△3四歩を突いたときに▲3六飛とまわり（△3四歩を突かなくてもまわる場合がある）、さらに左翼に飛車を転換し石田流本組から強襲する縦歩取り（ひねり飛車）、腰掛け銀（駅馬車定跡など）、2筋に再度歩を打ち付けて端攻めと△6四歩を狙う超急戦塚田スペシャルなどがある。いずれにしろ先手が角道を開けた際に後手には飛車先を交換する機会が与えられ、後手も飛車を△8四飛または△8二飛と引く選択肢があるが、多くの場合防御力を重視し△8二飛と引き飛車に構える。
1985年度（昭和60年度）の棋士の公式戦では、飛車先交換後の▲2六飛型は340局指され、同年度の矢倉の290局と並び花形戦法であった。ただし、先手が167勝173敗、勝率49.1%と負け越している。平成10年代（1998年 -）には▲2六飛型は勝率が低いということで廃れてしまい、2009年度（平成21年）はわずか20局、それも先手の5勝15敗、勝率25.0%となってしまった。
▲2八飛型は同じく2009年度に97局指され、先手の55勝42敗、勝率56.7%となっている。
かつて流行した▲2六飛型に対する2010年時点での棋士の見解は次のとおり。
- 羽生善治 - どの変化を選ばれても後手から見て怖い気がしないが、これで先手が悪いはずはない。
- 佐藤康光 - 自身もあまり勝っていないが、それは指し方が悪いだけで、先手が主導権を握りやすい形であり神様同士で指せば先手が5割以上勝つ。
- 森内俊之 - 初形より不利になっているとは思えない。相掛かりで先手が激しく動く将棋が減ってきているので勝率が上がっていないが、いずれ見直される可能性がある。
- 谷川浩司 - 腰掛け銀は▲2六飛型がマイナスになる可能性があるが、中原流の早繰り銀はそれなりに有力。
- 渡辺明 - 後手の守備力が高いので主導権を握りにくい。腰掛け銀は受け身、ひねり飛車は玉形の差が大きいので勝率が悪い。
- 藤井猛 - 相振り飛車で似た局面があるが、4段目の飛車は当たりが強く意外に使いにくい。先手が初形のリードを失っている可能性もある。

2六の位置は反撃を誘発することが少なくなかった。図の例は1988年6月の順位戦、先手塚田泰明対後手米長邦雄戦の例で、先手の飛車先交換に対して後手が△2三歩とせずに△1四歩とし（▲2三歩に△1三角を用意したもの）▲2六飛△3四歩から▲2四歩の垂らしに△4四角を用意。以降は▲2八飛△2二銀▲7六歩△5二金▲6八玉以下、後手は右金を△4二金から△1三銀～△2四金と反撃していく。2四の金はその後1五から2六まで進出して抑え込んでいった。
その後、2018年後半から相居飛車の将棋では相掛かり戦が角換わりに次ぐ対局数の多さを誇り支持を得ていくと、先手は▲2六飛型と▲2五飛型の浮き飛車に構える駒組みも多くなり、その中でも▲2六飛・▲3八銀型の構えから軽快に動いていく作戦が主流となっていく。そして後手側の作戦は様々な対抗策が考えられる中、一番素直に採用されていくのが相手の真似をする指し方、つまり後手も△8四飛と浮き7二銀構えとなっていく。

### ▲2八飛型（引き飛車）
▲2六飛に比べると飛車の安定性はあるものの、早い段階で後手に歩交換を与えてしまう。しかし飛車の安定性を生かした棒銀などの戦法があり、先手の勝率が高く、現在では▲2六飛型よりも主流となっている。▲3八銀 - ▲2七銀 - ▲3六銀 - ▲4五銀といった棒銀模様から後手の駒組を牽制し、腰掛け銀に戻すことが多い（下段飛車棒銀、UFO銀などとも言う）。対する後手は先手の棒銀からの速攻を飛車の横利きで受けるため、△8四飛と浮き飛車に構えることが多い。相掛かりで先手の構えが浮き飛車が主流であった時期、浮き飛車は早く動くことが多く、引き飛車等であれば反対に角交換して、じっくりした戦いになりやすい。浮き飛車だと△4四角や△2五歩などの手がすぐ飛車に当たってくるが、引き飛車は飛車への当たりが弱いので、棒銀などとの相性がよい。

### 5手爆弾
先手が▲7八金と角頭を守らずに▲2四歩と指す手は5手爆弾と呼ばれ、江戸時代から先手が不利になるとされており、『将棋大観』などにも最初のページに載せられ、『イメージと読みの将棋観』（2008、日本将棋連盟）においても、プロ棋士同士の対局では、同手順を検討した6棋士とも先手の無理筋としているが、佐藤康光などはそれでも先手が勝つ可能性を示唆し、アマチュア同士であれば先手が勝ってもおかしくないとしている。この件については棋士も実践では遭遇しないため、実感としてどのくらい不利であるかは持っていないとされる。ただし同書では昭和初期には、例えば1933年12月の高段勝抜棋戦、先手花田長太郎対後手木村義雄などの相掛かり戦で何局か指されており、こうした過程を経て先手不利が定説となっているとしている。
他には1980年には先手角田三男対後手田中魁秀戦で実際に現れたが、やはり後手が勝利している。『将棋世界』1982年8月号で「定跡研究室」と題して、大島映二が先手を持って指した実験局面もあるが、先手不利・後手有利は覆っていない。ただし、下記の△1二飛以降も極端に先手が不利になることではなく、双方で駒組が進められた展開となった。
棋書に定跡として示されている手順としては▲2四歩△同歩▲同飛以下、△8六歩▲同歩△8七歩▲２三歩△8八歩成▲同銀で、以降は後手が△3五角から△5七角成と馬をつくるのが働いてくるため不利としている。△3五角には▲2八飛と引く一手（▲2二歩成の強行は以下△2四角▲2一と△3二銀▲2二と△5七角成▲3二と△同金で後手優勢）。以下、△5七角成▲2二歩成には△同飛と取るのが最善手で▲2三歩の叩きには△1二飛とする。△1二飛のあとは後手からの△6七馬などが受けにくいとされている。
先の▲2二歩成に対して△同銀と指すと▲4五角（または▲3六角）と打ち、次に▲6三角成を見せる手がある。仮に後手が△6二銀など飛車の横利きを遮ってしまうとすかさず▲2二飛成で先手が勝勢になる。したがって▲6三角成を受けるには△6二飛の一手だが、ここで▲5二歩と焦点に打つ。△同飛の一手に▲6三角成で先手優勢となってしまう。この手順のため、後手も▲6三角成を受けることはできず、△3二金と銀に紐を付けて、▲6三角成を許す展開になり、形成不明となる。したがって後手としては、△2二同飛と指したほうが有利なので、わざわざこの展開を選ぶ必要はなく、採用されることはまずない。
先の花田対木村戦は後手が2二銀を採用していて、最後に先手が逆転勝ちをしているが、△8二飛に関しては▲4五角では△2七歩▲同飛△2六歩▲同飛△3五馬あるいは△5四歩で▲同角なら△8六飛▲8七歩△5六飛などがあり、その他の手は△2七歩▲同飛△8六飛で、▲8七歩であると△3六飛▲同歩△2六歩などの順があり、後手も悪くない。また、△2二同銀▲4五角△6二飛の手で△3二金とすれば▲6三角成とされるが一局である。また▲2二歩成△同飛に▲2三歩ではなく▲同飛成 △同銀で▲2五飛という指し方もある。
なお、島朗が「週刊現代」で連載していた「将棋 ハイパー実戦塾」でも取り上げており、それには△8七歩に▲2三歩でなく▲2八飛を教示している。以下、△8八歩成▲同銀△3四歩ならば▲2四歩△4四角▲2三歩成△8六飛▲8七歩で、△2六飛ならば▲同飛△同角▲2二歩△2七飛▲3八銀△2八飛成▲2一歩成、△2六飛で△8二飛ならば▲2四となど。戻って、▲2八飛に△8六飛なら▲2三歩△2七歩▲5八飛△2六飛▲2二歩成△同飛▲3八金などの展開を示している。
ところで、2018年11月19日王位戦予選で先手千田翔太対後手船江恒平戦で先手が5手目▲2四歩を実行するが、△同歩に▲7八金としており、後手は警戒して△3二金とした。これは『奇襲大全』（湯川博士、週刊将棋編集、毎日コミュニケーションズ, 1999）で、この順を利用した原内流という指し方があり、同書では先手が▲2四歩△同歩に先の定跡に気がついたふりをして、「いけない。これ取ったらイカン」とつぶやいて、残念そうな顔をして▲7八金と上がり、そこで相手が△8六歩▲同歩△同飛となれば今度は▲2三歩と一手先に角取りになり、以下△8七歩の局面がいつの間にか定跡とは逆の現象が起きているという嵌め手がある。また将棋電王トーナメント予選リーグで▲2四歩が出現し、後手のソフト「カツ丼将棋」は△8六歩として▲2三歩成に△8七歩成▲2二と△同飛と指している。
類似の戦法に鈴木英春が奨励会時代によくやっていたという香落ち上手の「ツクツクボウシ戦法」の出だしがあり、上手初手は△8四歩で、以下▲2六歩であると△8五歩▲2五歩のとき△8六歩で必勝となる。以下、▲同歩△同飛▲2四歩△同歩▲2三歩は香落ちなので△1一角がある。

## 相掛かりの諸戦法

### 旧型
| 9  | 8  | 7  | 6  | 5  | 4  | 3  | 2  | 1  |    |
| 香 | 桂 |    |    |    | 王 | 銀 | 桂 | 香 | 一 |
|    | 飛 |    | 銀 | 金 |    | 金 | 角 |    | 二 |
| 歩 |    |    | 歩 |    | 歩 |    | 歩 |    | 三 |
|    |    | 歩 |    | 歩 |    | 歩 |    | 歩 | 四 |
|    |    |    |    |    |    |    |    |    | 五 |
|    |    | 歩 |    | 歩 |    | 歩 | 飛 | 歩 | 六 |
| 歩 | 歩 |    | 歩 |    | 歩 |    |    |    | 七 |
|    | 角 | 金 |    |    | 銀 |    |    |    | 八 |
| 香 | 桂 | 銀 | 玉 | 金 |    |    | 桂 | 香 | 九 |

従来の相掛かり・5筋歩突き合い型
戦後の相掛かり戦は、その面影をわずかに新型相掛かり戦に残すに過ぎない。あれほど隆盛を極めた一大流行戦法が一朝にしてその姿を消してしまうとは、まことに信じられないほどの大異変とみられた。明治、大正時代に生をうけたプロ棋士はだれしもみなこの相掛かり戦法で、互いに勝負を競い合い、将棋術を学び、技を磨き高段への道を一歩一段と昇っていった。特に、大正の中期から終戦までの二十数年間は、相掛かり戦法の一大ブーム時代であった。当時は相懸戦にあらずんば将棋にあらず、あるいは相爆戦の指し手でなければプロ棋士でないと言われたほど、将棋界とくにプロ棋界は相懸戦一色に塗りつぶされていた。
それが終戦を境に急激に斜陽化し、やがて将棋界から忽然とその姿を消してしまったのである。そして、相懸戦に代って現われたのが、6筋・4筋を付き合う腰掛銀、棒銀、筋違角、横歩取り、縦歩取り、矢倉、凹凸や雁蟹、新型相懸の諸戦法であった。
旧型相掛戦法の代表的なものは図の旧型相掛かりから、①▲2六飛－4八銀－3七桂vs△8四飛－6二銀－7三桂型、②▲2六飛－4六銀－3七桂vs△8四飛－6四銀－7三桂型、③▲2六飛－4八銀－2九桂vs△8二飛－6二銀－8一桂型、④▲2八飛－5七銀－2九桂vs△8二飛－5三銀－8一桂型、と、四つある。四型に共通する点は飛先の歩交換型、相居飛車であり、先後互いに5筋の歩の突き合いである。これを、一口に表現すれば5筋の歩を突き合った飛先の歩交換型相居飛車戦法となる。
| 9  | 8  | 7  | 6  | 5  | 4  | 3  | 2  | 1  |    |
| 香 |    |    |    |    | 王 | 銀 | 桂 | 香 | 一 |
|    |    |    | 銀 | 金 |    | 金 | 角 |    | 二 |
| 歩 |    | 桂 | 歩 |    | 歩 |    | 歩 |    | 三 |
|    | 飛 | 歩 |    | 歩 |    | 歩 |    | 歩 | 四 |
|    |    |    |    |    |    |    |    |    | 五 |
|    |    | 歩 |    | 歩 |    | 歩 | 飛 | 歩 | 六 |
| 歩 | 歩 |    | 歩 |    | 歩 | 桂 |    |    | 七 |
|    | 角 | 金 |    |    | 銀 |    |    |    | 八 |
| 香 | 桂 | 銀 | 玉 | 金 |    |    |    | 香 | 九 |

| 9  | 8  | 7  | 6  | 5  | 4  | 3  | 2  | 1  |    |
| 香 |    |    |    |    | 王 | 銀 | 桂 | 香 | 一 |
|    |    |    |    | 金 |    | 金 | 角 |    | 二 |
| 歩 |    | 桂 | 歩 |    | 歩 |    | 歩 |    | 三 |
|    | 飛 | 歩 | 銀 | 歩 |    | 歩 |    | 歩 | 四 |
|    |    |    |    |    |    |    |    |    | 五 |
|    |    | 歩 |    | 歩 | 銀 | 歩 | 飛 | 歩 | 六 |
| 歩 | 歩 |    | 歩 |    | 歩 | 桂 |    |    | 七 |
|    | 角 | 金 |    |    |    |    |    |    | 八 |
| 香 | 桂 | 銀 | 玉 | 金 |    |    |    | 香 | 九 |

| 9  | 8  | 7  | 6  | 5  | 4  | 3  | 2  | 1  |    |
| 香 | 桂 |    |    |    | 王 | 銀 | 桂 | 香 | 一 |
|    | 飛 |    | 銀 | 金 |    | 金 | 角 |    | 二 |
| 歩 |    |    | 歩 |    | 歩 |    | 歩 |    | 三 |
|    |    | 歩 |    | 歩 |    | 歩 |    | 歩 | 四 |
|    |    |    |    |    |    |    |    |    | 五 |
|    |    | 歩 |    | 歩 |    | 歩 | 飛 | 歩 | 六 |
| 歩 | 歩 |    | 歩 |    | 歩 |    |    |    | 七 |
|    | 角 | 金 |    |    | 銀 |    |    |    | 八 |
| 香 | 桂 | 銀 | 玉 | 金 |    |    | 桂 | 香 | 九 |

特に①は江戸時代末期の大橋宗英名人時代から明治を過ぎて大正のはじめごろまで流行する。①の▲2六飛－4八銀－3七桂型の攻め手順は、宗英名人の定跡集『将棋歩式』に掲載されている。この型の特徴は玉を金銀四枚で囲うが、金銀を三段目以上へは進めない。きわだった特徴として、後手の△5二金に対し、先手の▲5九金とする。これは先手が早期に飛車を敵に渡すことを見越して、変則的な構えを採っているわけであり、今日では中原囲いとして知られる。最大の特長は5筋の歩を突き合う相居飛車戦であるが、5筋以外でも1筋から9筋まで突き合う形を採ることである。
戦端を開く先手は2六飛－4八銀－3七桂を構えたら▲3五歩とし、△同歩に先手には4五桂、3三歩、1五歩の三手段がある。一例として▲4五桂以下の変化として、△4四歩▲2四歩△同歩▲同飛△2三歩▲4四飛△同角▲同角△2二銀で、このとき後手が8四飛の浮き飛車に構えている場合、▲6六角打△8五飛▲2二角成の筋が生じているのである。
百年もの長い間流行してきた相掛かり戦では先、後手どちらか一方が5筋の歩を突けば、相手は物の響きに応じるように必ず5筋の歩を突き合った。つまり、☗5六歩と☖5四歩の形を起点にして戦われたのである。 
なぜ、☗5六歩に☖5四歩あるいは☖5四歩に☗5六歩だと応じなければならなかったのか。それは、昭和初期からの将棋が特に中央の位を天王山と重視し、棋士は代々これを、将棋戦術の金科玉条と信奉してきたからである。
端的に言えば、☗5五歩と中央の位を取れば先手有利、逆に☖5五歩なら後手有利と思い込んでいたのである。

### 新旧対抗型相掛かり
この点、新傾向の☗4六歩と☖6四歩は相手に中央の位 を譲るが、その代償に位取りに要する二手を攻めの速度に逆用せんとした。いわば速度に重点を置く戦術である。
相掛かり戦で一方が5筋、一方が4筋の歩を突いて進める 対抗戦型を新旧対抗型と呼ぶ。主に後手が△5四歩（つまり旧型）、先手が▲4六歩（つまり新型）とする。以下例として△5三銀▲4七銀△4四歩▲6九玉△4二銀上▲6八銀△5二金と進め、後手陣形が雁木、先手が蟹囲いに構える将棋が多く指されたが、これは加藤治郎によって蟹雁戦とも命名されている。
| 9  | 8  | 7  | 6  | 5  | 4  | 3  | 2  | 1  |    |
| 香 | 桂 |    | 金 | 王 |    | 銀 | 桂 | 香 | 一 |
|    | 飛 |    |    |    |    | 金 | 角 |    | 二 |
| 歩 |    | 歩 | 歩 | 銀 | 歩 |    | 歩 |    | 三 |
|    |    |    |    | 歩 |    | 歩 |    | 歩 | 四 |
|    | 歩 |    |    |    |    |    |    |    | 五 |
|    |    | 歩 |    |    | 歩 |    | 飛 | 歩 | 六 |
| 歩 | 歩 |    | 歩 | 歩 | 銀 | 歩 |    |    | 七 |
|    | 角 | 金 |    |    |    |    |    |    | 八 |
| 香 | 桂 | 銀 |    | 玉 | 金 |    | 桂 | 香 | 九 |

| 9  | 8  | 7  | 6  | 5  | 4  | 3  | 2  | 1  |    |
| 香 | 桂 |    |    |    |    |    | 桂 | 香 | 一 |
|    | 飛 |    | 王 | 金 |    | 金 | 角 |    | 二 |
|    |    | 歩 |    | 銀 | 銀 |    | 歩 |    | 三 |
| 歩 |    |    | 歩 | 歩 | 歩 | 歩 |    | 歩 | 四 |
|    |    |    |    |    |    |    |    |    | 五 |
| 歩 |    | 歩 | 歩 | 歩 | 歩 | 歩 | 飛 | 歩 | 六 |
|    | 歩 |    |    |    | 銀 | 桂 |    |    | 七 |
|    | 角 | 金 | 銀 | 金 |    |    |    |    | 八 |
| 香 | 桂 |    | 玉 |    |    |    |    | 香 | 九 |

| 9  | 8  | 7  | 6  | 5  | 4  | 3  | 2  | 1  |    |
| 香 |    |    |    |    |    |    | 飛 |    | 一 |
|    |    |    |    | 王 | 角 | 金 |    | 香 | 二 |
|    |    | 桂 | 金 | 銀 | 銀 |    |    |    | 三 |
| 歩 |    | 歩 | 歩 | 歩 | 歩 | 歩 | 歩 | 歩 | 四 |
|    |    |    |    |    |    |    | 桂 |    | 五 |
| 歩 |    | 歩 | 歩 | 歩 | 歩 | 歩 |    | 歩 | 六 |
|    | 歩 | 桂 | 金 | 角 | 銀 | 桂 |    |    | 七 |
| 香 |    | 金 |    |    | 銀 |    |    |    | 八 |
|    |    | 玉 |    |    |    |    | 飛 | 香 | 九 |

蟹雁戦の例として、図は1982年12月 十段戦　加藤一二三 vs.中原誠 戦。1970年代までは後述の凹凸型、つまり旧勢が5筋の位を取って指すことが多かったが、1980年代からは雁木の陣形を留めつつ、新型側の2～4筋攻撃をまともに喰らわないようにとともに、先手の角交換から▲7一角からの馬作りもケアする意味で、玉を右玉に構える指し方が用いられていた。この一戦では先手加藤が角道を止めて持久戦へと移行し、千日手模様の手詰まりから後手中原が桂馬を跳ねて打開している。
凹凸型戦法
新旧対抗型の代表戦法ともいうべき戦型には、相掛かり戦から進展した凹凸型戦法がある。旧型側が位を取った陣形である。
この名称は、もともと先手、後手いずれか一方が5筋位を占めた戦の名称として知られる。凹凸型戦法の種類は、先、後手いずれか一方が5の位を取った戦型の総称とすれば、 対振り飛車の5筋位取り戦法や5筋位取り中飛車戦法をはじめ、その戦法の種類数はかなり多い。
従来の型は先手または後手の5五位取りと普通に呼んでいた、つまり 「矢倉」「腰掛け銀」とかに相当するような適切な名がなかった、昭和二十八年ごろ加藤治郎が勝手に命名したものである、後に認められるようになった、当時はいかにも妙な名称だけに、定着するかどうか保証の限りではなかったという。
加藤は、記録する場合や将棋を教える場合には、一つの術語として簡単にして明確なもの、後手が5筋の位を取っ たときを凹凸型、先手のときを凸凹型とすれば、いちいち先手とか後手とか言わずに済むので至極便利でもあるとした。
角交換型
新旧対抗型は後手旧型側が凹凸型は5五で、蟹雁型も☖4四歩で角交換を避ける戦術である。これは角交換には5筋を突くなという格言があり、角交換をすると常に☗7一角からの馬つくりを狙われるからである。
このため新旧対抗型では、この格言のセオリー通りに従い、先手から角を交換する戦術もしばしば指された。
先手☗4六歩、後手☖5四歩で戦型は新旧対抗戦と決まると、先手の4七銀と後手の5三銀でこの型における右銀の定位置。☗4六歩☖5四歩としたときからの定番手順であるが、ここで先手は☗2二角成以下角を交換してから☗8八銀と立つ。これが角交換戦法へのスタート。凹凸戦法や、腰掛け銀戦法あるいは☗3六銀と出る鎖鎌銀戦法とは、はっきりその進路を別にする。
その後先手は☗6八玉と構える。これは昭和初期からの相懸戦での玉の動きを見慣れた目には一風変っているが、これが新型側の定跡的な玉の動きである。また、場合によっては、ここが玉の終着駅でもある。
理由は相手に飛車を渡たしたときの備えと☗4七銀が他の場所(五段目)に移動したとき敵から王手の☖4七角をあらかじめ消している得がある。
図の例は1982年7月6日 第13期新人王戦の小林健二対西川慶二戦で、後手西川の早い5筋歩突きに先手小林は2二角成と角交換。この局面で後手は図のように菊水矢倉から銀冠を目指す指し方が知られる。もし△2四同飛ならば▲2五歩とふたをする狙い。図の例で小林は▲3五歩と指した。なお小林は1983年1月18日第24期王位戦予選決勝、対桐山清澄戦では後手番をもって指している。

### 新型
塚田スペシャル
塚田泰明が考案した超急戦。塚田はこの戦法によって公式戦22連勝を遂げた。
ひねり飛車
相掛かりから飛車を左翼へ振る戦法。升田幸三らが定跡を整備した。
相掛かり腰掛け銀
相掛かりにおける腰掛け銀。
相掛かり棒銀
飛車先の歩を交換してから開始する棒銀。
鎖鎌銀
腰掛け銀模様から▲5六銀ではなく▲3六銀と出る。
UFO銀
▲2八飛型で▲2七銀〜▲3六銀と出る。
中原飛車
先手浮き飛車で▲5六飛と中央に飛車を振る。中原誠が1990年5月の第48期名人戦第3局、谷川浩司戦で突如5筋に回って、「中原飛車」と呼ばれるようになる。
狙い自体は桂を活用しての5筋突破で、単純な組み立てであるため、当初後手も対策は立てやすいとみられていた。
またこの対局のテレビ放送で解説担当した大山康晴まで、あまりの単純さに呆れかえっていたことが知られる。
実際に途中の進行まで先手の中原が明らかに作戦負けをしているとみられていた。ところがこの一戦を逆転勝ちでものにした。
なお同第5局でも再び中原流相掛かりを採用する。今度は中原が危なげなく勝利した。
中原流相掛かり
▲3八銀型で▲3五歩と仕掛け、歩を突き捨ててから▲3七銀〜▲4六銀と進出するが）、1990年代に中原誠十六世名人が指し始め、名人位復位への大きな原動力となったことで知られる。
早繰り銀に似ているが、▲4六銀以下は△4四角に▲3八金とし、以下△2二銀▲3四歩などが指し方の一例。中原流での場合にはす早い動きを特徴とし、▲3五歩△同歩と突き捨てて▲4六銀と上がるが、これは図で単に▲4六銀であれば後手に△4四歩と突かれて銀が立ち往生するからである。▲3四歩打は後手陣を壁形にしておく意味であり、機を見て▲4四角△同歩に▲3五銀から、▲7五歩以下左辺への転戦や、3五に進出した銀を生かして手を作るイメージである。

## 囲い
先手は中住まいが主流で、中住まいは中原流相掛かりとの相性がよい。腰掛け銀には、イチゴ囲い、カブト矢倉など▲6八玉型（△4二玉型）も主流で、中原流相掛かりの後手もこの形が多い。機をみて▲6八玉（△4二玉）〜▲6六角（△4四角）〜▲7七玉（△3三玉）〜▲8八玉（△3三玉）と堅くする場合もある。他には▲7八玉型（△3二玉型）の金無双など。
腰掛け銀や早繰り銀に5筋の歩を突いて対抗する場合は雁木に代表される▲6九玉（△4一玉）や後手雁木であると右玉がしばしば指される。
また▲6九玉（△4一玉）型では、中原囲いも古くから愛用されている。
▲7九銀（△3一銀）型の場合は銀が壁になっているので、カニ囲いにするなどして解消し、さらに矢倉に発展する場合もある。持久戦になると、後手では菊水矢倉から組み替え銀冠を用いることも多い。
一般的な相掛かりは飛車先を交換しており、角がにらみあっているために、相矢倉や角換わりのように玉を8八・2二の地点に移動した戦型、持久戦になることは少なく、例えば▲中住まい対△4二玉型などのまま戦いになることが多い。
一方で右図「相掛かり持久戦の一例」は先手▲3六銀-3七歩-1七桂型-1五歩の布陣で持久戦となった一例である。先手は矢倉、後手は菊水矢倉となっているが、飛車先の歩が切れているので相掛かりの出だしとわかる。図から▲2五桂と跳ね、つぎに▲1三桂成と突っ込んで△同銀▲1四歩があり、△2五同桂なら▲同銀からつぎに▲1四歩△同歩▲同銀、となる端攻めがねらいとなっている。